# Herman Finer
Herman Finer (n. 24 februarie 1898, Herța, România – d. 4 martie 1969, Chicago, Illinois, SUA) a fost un politolog anglo-american, de origine român-evreu. El a fost membru al societății socialiste Fabian Society⁠(d). Herman Finer a absolvit London School of Economics și a fost conferențiar la această instituție în perioada 1920 - 1942. Herman Finer a fost profesor de științe politice în perioada 1946 - 1963 la Universitatea din Chicago. 